# Hypsopanchax deprimozi
Hypsopanchax deprimozi är en fiskart som först beskrevs av Pellegrin 1928.  Hypsopanchax deprimozi ingår i släktet Hypsopanchax och familjen Poeciliidae. Inga underarter finns listade i Catalogue of Life.